# David Emilius Heinrich Koblank
David Emilius Heinrich Koblank (* 26. November 1791 in Berlin; † 30. April 1864 ebenda) war Pharmazeut, Apotheker und Kommunalpolitiker in Alt-Berlin.

## Leben
Er absolvierte ein Pharmaziestudium an der Berliner Universität. Im Jahr 1813 nahm Koblank als freiwilliges Mitglied der Landwehr-Kavallerie im Range eines Leutnants an den Schlachten bei Dennewitz und Großbeeren teil. Während der Befreiungskriege diente er im 7. Kürassier-Regiment und schied im Juni 1816 aus dem Militär aus.
Um 1820 kaufte er das Haus Friedrichstraße 205/206 mit der Apotheke Weißer Adler. Im Jahr 1825 konnte er den Doktortitel erwerben, zeitgleich wählten ihn die Berliner in die Stadtverordnetenversammlung. Später stieg Koblank auf zum Bezirksvorsteher, wurde Abgeordneter des Provinziallandtages der Provinz Brandenburg und Militärkommissar im Magistrat von Berlin.

## Ehrungen
Noch zu seinen Lebzeiten, im Jahr 1861 würdigte der Polizeipräsident sein Wirken für die Stadt durch Vergabe des Namens Koblankstraße für eine gerade angelegte Straße in Berlin-Mitte (seit 1953 Zolastraße). Am  12. März 1863 erhielt Koblank den Ehrentitel Stadtältester, den seit 1820 rund 200 Berliner Bürger verliehen bekommen hatten.